# Мос (Санкт-Петер-им-Зульмталь)

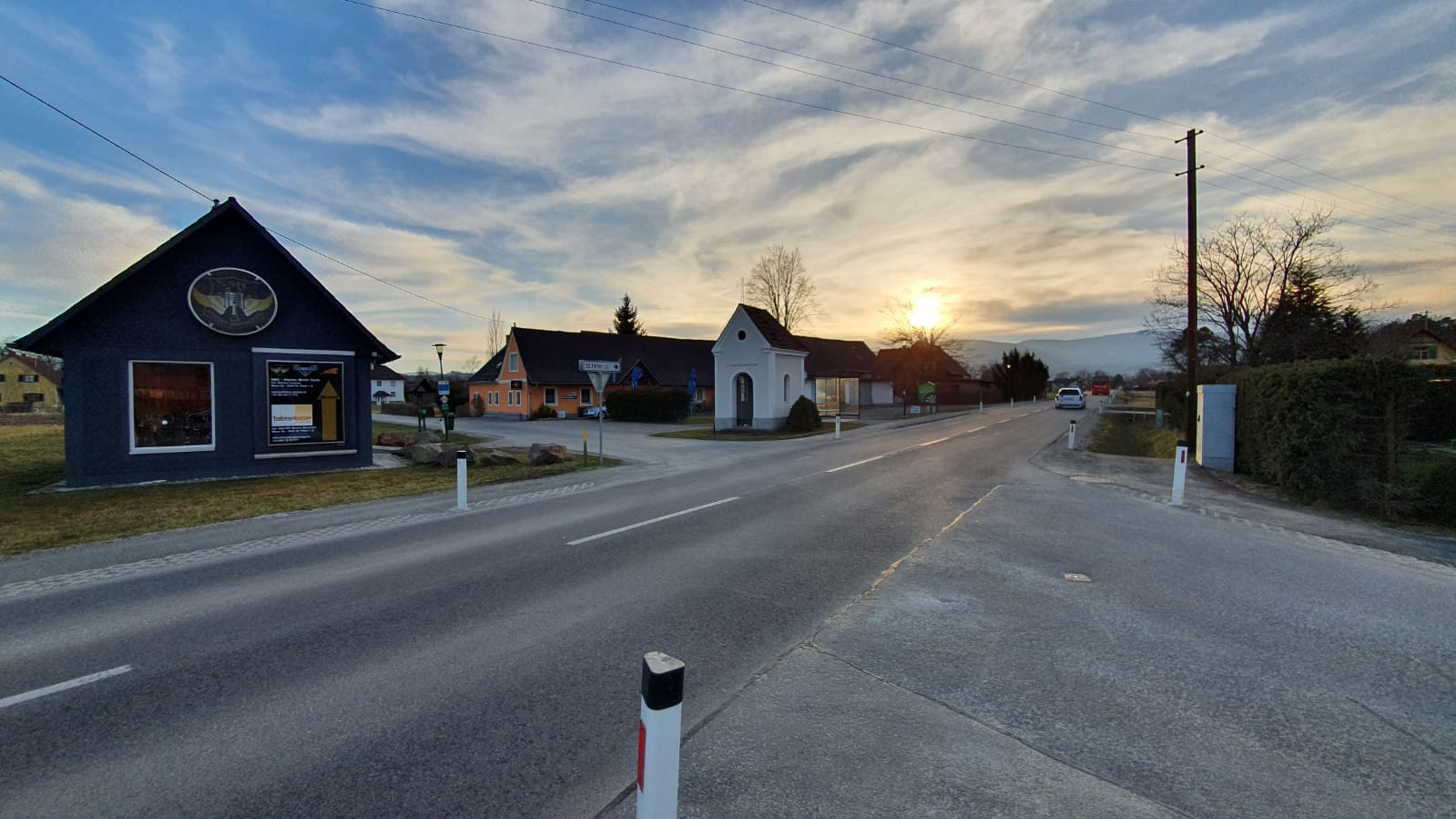
Главная улица Моса

Мос (нем. Moos) является кадастровой общиной и населенным пунктом в коммуне Санкт-Петер-им-Зульмталь. Население составляет 252 человека. Занимает площадь 3,04 км².

## География
Моос находится на высоте 377 метров над уровнем моря. Так же через Мос проходит ручей Stullneggbach.

## Инфраструктура
В Мосе есть одна заправка и одно кафе.